# Accademia dei Pugni
L'Accademia dei Pugni (aussi nommée Società dei Pugni ou Société des poings) est une société savante fondée en 1761 à Milan.
Créée par Pietro et Alessandro Verri, de nombreux intellectuels lombards de l'époque des Lumières appartenaient à cette société, dont notamment Cesare Beccaria, Luigi Lambertenghi, Giuseppe Visconti di Saliceto, Pietro Francesco Secchi Comneno, Giambattista Biffi. Par la suite, l'abbé Alfonso Longo, le barnabite Paolo Frisi et le diplomate Giuseppe Gorani vinrent les rejoindre.
L'élan du mouvement des lumières s'est ainsi conjugué, dès la fin de la guerre de Sept Ans, avec la politique réformatrice de Marie-Thérèse d’Autriche.
L'Académie, qui se réunissait une fois par semaine, autour d'un poêle en faïence blanche, chez Pietro Verri dans la contrada del Monte, doit son nom curieux à la vivacité des discussions qui s'y passaient et qui étaient décrites « comme des disputes à poings nus ». Des antagonismes s’y révélaient sur l'idéologie, la méthode, la politique, la religion ou la sociologie. L'objectif était de trouver une solution pacifique à substituer à la violence du despotisme et de la raison d'État.
Pour élargir son action, l'académie a créé la revue Il Caffè, dont la suspension, en 1766, après deux volumes, a marqué la fin, de fait, des activités de l'académie.

## Sources
- (it) Cet article est partiellement ou en totalité issu de l’article de Wikipédia en italien intitulé « Accademia dei Pugni » (voir la liste des auteurs).